# Centrale thermique de Mohave
La centrale thermique de Mohave était une centrale thermique au charbon dans l'État du Nevada aux États-Unis arrêtée en 2005 puis totalement démolie depuis.